# 長谷健

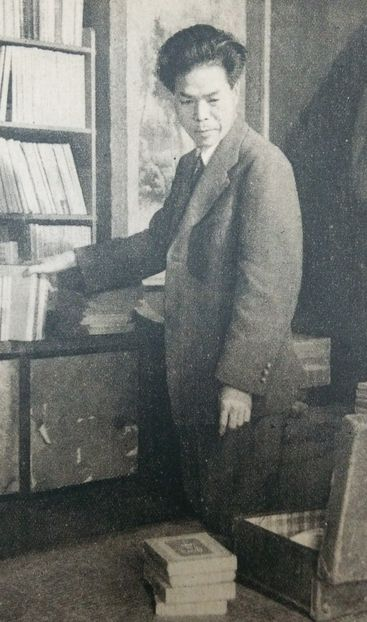
1947年

長谷 健（はせ けん、1904年10月17日 - 1957年12月21日）は、日本の小説家、児童文学者。

## 来歴
福岡県山門郡東宮永村下宮永北小路（現・柳川市下宮永町）生まれ。ちなみに、東宮永小学校は琴奨菊関の母校でもある。旧姓は堤、本名は藤田正俊。1925年（大正14年）福岡師範学校卒業。柳川の城内小学校教師をしたのち1929年（昭和4年）に上京、神田区の芳林小学校に勤務。このころからペンネームを長谷健とする。1932年（昭和7年）浅草区浅草小学校に転勤。1934年（昭和9年）に同人誌『教育文学』を創刊し、1936年（昭和11年）には『白墨』を創刊する。小学校教師として教育にあたり、文学者としても活動を行う。
1939年（昭和14年）、浅草での教師体験をもとにした「あさくさの子供」を『虚実』に発表し、第九回芥川賞を受賞する。
1944年（昭和19年）に柳川へ疎開し、国民学校に勤務する。同人誌『九州文学』の同人として5年間を郷里で過ごした後、再び上京し火野葦平の旧宅に同居し、日本ペンクラブ、日本文芸家協会の要職につく。児童文学の著述とともに、北原白秋を描いた『からたちの花』（1955）、『邪宗門』（1957）などを発表した。
1957年（昭和32年）12月19日、東京都新宿区西大久保にて、忘年会の帰りに寄った屋台を出て道路を渡ろうとしたところ、タクシーにはねられる交通事故に遭い、搬送先の国立東京第一病院で2日後の12月21日に死去。53歳。葬儀委員長は火野葦平が務めた。

## 著書
- 『生活の皺』（文園社） 1934
- 『火のくにの子供』（モナス） 1940
- 『あさくさの子供』（改造社） 1940
- 『明かるい朝 少年少女小説集』（四海書房） 1941
- 『開拓村の子供 長篇少年小説』（四海書房） 1941
- 『私の舗道』（厚生閣） 1942
- 『友情記』（帝国教育会出版部、少国民文芸選） 1943
- 『新星座』（今日の問題社） 1943
- 『神まうで 2・3年の童話』（三光社） 1943
- 『アサノミチ』（四海書房） 1943
- 『国民学校』（講談社） 1944
- 『愛情』（文化建設社） 1946
- 『少年部落』（大日本雄弁会講談社） 1947
- 『氷の部屋』（中央公論社） 1948
- 『九州路抄』（日本交通公社） 1948
- 柳川市立東宮永小学校校歌 1949 - 文語調の校歌
- 『春の童謡』（二葉書店） 1950
- 『ナポレオン』（あかね書房、小学生伝記文庫） 1955
- 『からたちの花』（新潮社） 1955
- 『静かなる怒濤』（三笠書房） 1956
- 『当世怪談集』（河出書房） 1956
- 『邪宗門』（新潮社） 1957
- 『虹の立たない国』（理論社、創作少年文学シリーズ） 1961